# Радама I
Радама I Великий (близько 1793 — 1828, Антананаріву, Мадагаскар) — перший король Мадагаскару, який об'єднав острів в єдину державу.

## Біографія
У 1810 році Радама I успадкував після свого батька Андріанампуанімерина невелике королівство народу Імерина, що знаходилося в центрі острова навколо міста Антананаріву. Відразу ж після коронації, у віці 17 років, щоб зберегти своє царююче положення, брав участь у придушенні повстання.
Радама I вміло загравав з Великою Британією і Францією, які конкурувалими між собою за вплив на острові. Франція була ослаблена втратою Маврикію й Реюньйону в 1810 році і намагалася влаштуватися на Мадагаскарі, щоб створити там свій основний перевалочний плацдарм для подальшої колонізації в Азії. Велика Британія перешкоджала закріпленню Франції на Мадагаскарі, який також мав важливе значення для колонізації Індії. Радама I вибрав Велику Британію і уклав з нею договір, який в 1817 році був скріплений кров'ю між Радамою I і англійським посланником капітаном Ле Саджом.
Згідно з договором Радама I поклав край торгівлі рабами на Мадагаскарі. В Антананаріву влаштувалися представники Великої Британії. Радама I надав дозвіл англіканським місіонерам проповідувати християнство на острові, при цьому перешкоджав представникам Римо-Католицької церкви поширювати католицизм. Радама I дав дозвіл Лондонському місіонерському товариству будувати школи і церкви. Лондонське місіонерське товариство побудувало в Антананаріву друкарню і пристосувало латинський алфавіт для малагасійської мови, яка раніше використовувала малагасійсько-арабський варіант писемності.
Співпрацю з англійцями Радама I використав, щоб об'єднати весь Мадагаскар під своєю владою. Розширюючи межі свого королівства, він в першу чергу захопив південну частину острова, де проживав народ бецилеу. Наступним етапом його захоплення стала західна частина острова, де проживав народ сакалава, куди він вирушив з військом до 35 000 чоловік.
Після об'єднання всього Мадагаскару під своєю владою Радама I отримав титул «король Мадагаскару», що стало причиною протестів у 1823 році з боку Франції. У відповідь на це Радама I захопив французьку фортецю Форт-Дофен у південній частині острова, тим самим підтвердивши рішучість своїх намірів.
Радама I помер в 1828 році, за деякими даними через алкоголізм (перерізав собі горло під час нападу білої гарячки) або хвороби. Радама I мав 12 дружин, однією з яких була його прийомна сестра, яка стала в результаті інтриг і боротьби за владу королевою Ранавалуною I.

## Джерело
- Keith Laidler. Female Caligula. Ranavalona, The Mad Queen of Madagascar. Chapter 5. Wiley. ISBN 978-0-470-02223-8.